# Come Live with Me
Come Live With Me – album amerykańskiego muzyka Raya Charlesa, wydany w 1974 roku. Był pierwszą płytą Charlesa, która ukazała się nakładem jego własnej wytwórni, Crossover Records.

## Lista utworów
Lista może nie być kompletna.
1. „Till There Was You”
2. „If You Go Away”
3. „Somebody”
4. „Where Was He”
5. „Louise”
6. „Problems, Problems”